# Balsa leodura
Balsa leodura là một loài bướm đêm trong họ Noctuidae.